# Thymoites struthio
Thymoites struthio là một loài nhện trong họ Theridiidae.
Loài này thuộc chi Thymoites. Thymoites struthio được Eugène Simon miêu tả năm 1895.